# Navěky nejlepší přátelé
Navěky nejlepší přátelé (v anglickém originále Best Friends Forever) je čtvrtý díl deváté řady amerického animovaného seriálu Městečko South Park.

## Děj
Po tom, co Kenny dostane novou herní konzoli PSP, začíná na něj Cartman jako jediný žárlit, protože ji nemá on. Když ale Kennyho srazí náklaďák, Cartman zjistí, že mu jí nechal v poslední vůli. Cartman má štěstí, protože Kenny je ve vegetativním stavu. Stan s Kylem bojují, aby Kenny mohl být živý, ale Cartman chce jeho smrt.